# Liste des maires d'Aigues-Mortes
La liste des maires d'Aigues-Mortes présente la liste des maires de la commune française d'Aigues-Mortes, située dans le département du Gard en région Occitanie.

## L'Hôtel de ville

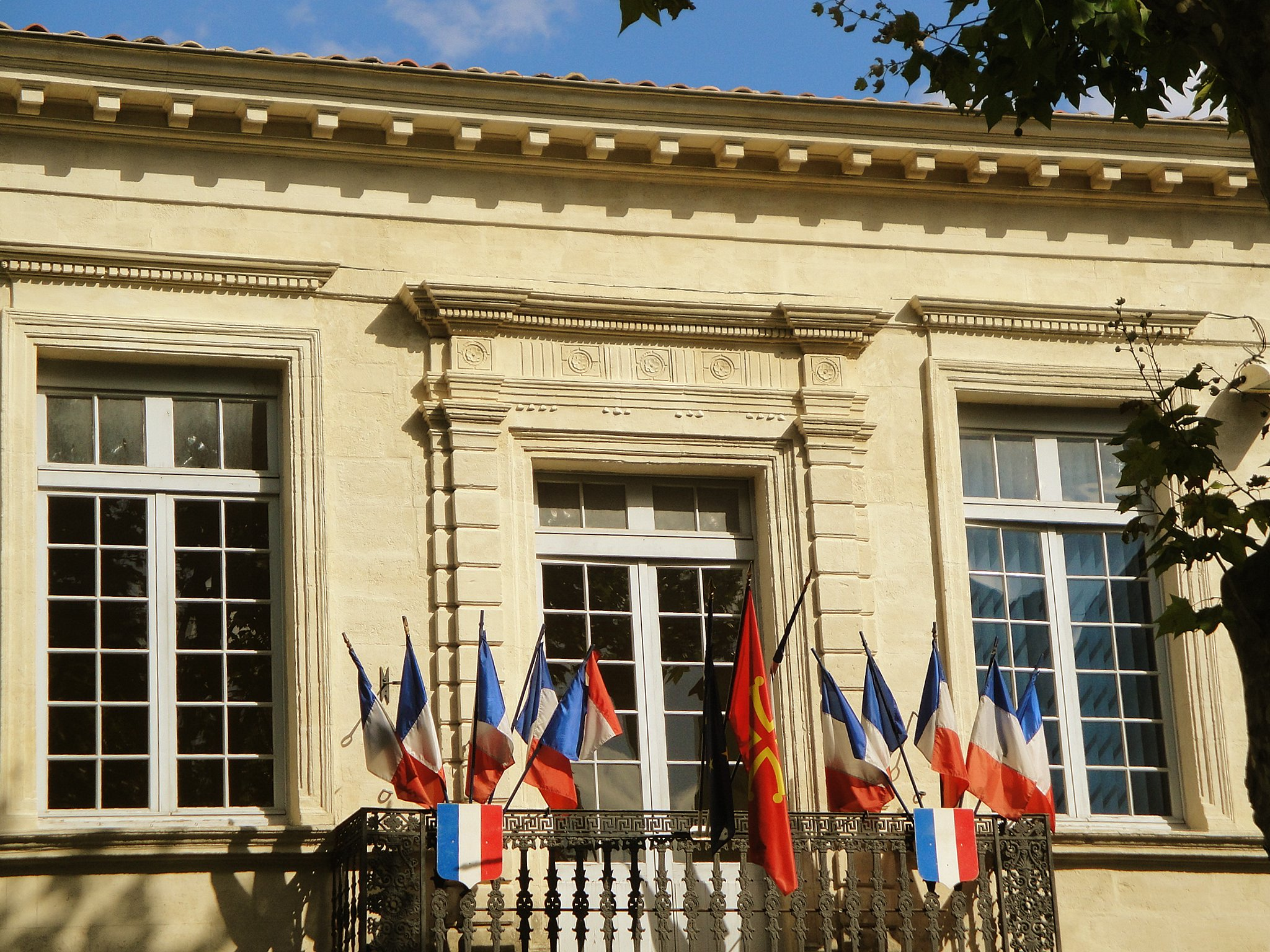
L'hôtel de ville d'Aigues-Mortes.

## Liste des maires

### Sous l'Ancien Régime
| Période                                  | Période | Identité                 | Étiquette | Qualité        |
| ---------------------------------------- | ------- | ------------------------ | --------- | -------------- |
| Les données manquantes sont à compléter. |         |                          |           |                |
| 1249                                     |         | Jean Parcheron           |           |                |
| 1291                                     |         | Guillaume Pierre Buccucy |           |                |
| 1295                                     |         | Jean de Brie             |           |                |
| 1307                                     |         | Guillaume de Limier      |           |                |
| 1313                                     | 1344    | Guibaud de Monville      |           |                |
| 1343                                     | 1346    | Rodolphin des Amputes    |           |                |
| 1345                                     | 1359    | Guillaume Richard        |           |                |
| 1359                                     |         | Jacques de Baudon        |           |                |
| 1360                                     | 1385    | Guibaud de Malepus       |           |                |
| 1386                                     | 1421    | Louis de Malepus         |           |                |
| 1421                                     | 1437    | Tanguy du Chatel         |           |                |
| 1427                                     |         | Jean de Jambes           |           |                |
| 1460                                     |         | Jean de Jambes           |           |                |
| 1461                                     |         | Jean Le Forestier        |           |                |
| 1487                                     |         | Étienne de Vest          |           |                |
| 1494                                     |         | Jean de Montaigu         |           |                |
| 1517                                     | 1524    | Charles de Lobier        |           |                |
| 1527                                     |         | Bertrand d'Ornaison      |           |                |
| 1532                                     |         | M. de Clermont           |           |                |
| 1541                                     |         | Arnaud Guilhem d'Ornezan |           |                |
| 1556                                     |         | Raimonet de Lisagre      |           |                |
| 1560                                     |         | Pierre Daize             |           |                |
| 1561                                     |         | Bertrand Albert          |           |                |
| 1571                                     |         | Raymond de Cadilhac      |           |                |
| Les données manquantes sont à compléter. |         |                          |           |                |
| 1789                                     | 1790    | Antoine Esparron         |           | Premier consul |

### Entre 1790 et 1944
| Période                                  | Période       | Identité                                            | Étiquette   | Qualité |
| ---------------------------------------- | ------------- | --------------------------------------------------- | ----------- | --- |
| 1790                                     | novembre 1791 | Charles Bastide                                     |             | |
| novembre 1791                            | décembre 1792 | Jean Arnaud Nesmes (1753-1794)                      |             | Receveur des domaines nationaux, propriétaire |
| décembre 1792                            | juillet 1793  | Étienne Richaud                                     |             | Officier de santé Démissionnaire |
| juillet 1793                             | novembre 1793 | Jean Arnaud Nesmes (1753-1794)                      |             | Receveur des domaines nationaux, propriétaire Destitué                                                                                             |
| 1794                                     | 1795          | Pierre Grossier                                     |             | Démissionnaire |
| mai 1795                                 | 1796          | Jean Cambon                                         |             | |
| 1796                                     | 1797          | Antoine Esparron (1751-1818)                        |             | |
| 1797                                     | 1798          | Guillaume Verdaguez                                 |             | |
| 1798                                     | 1800          | Philippe Sauvat                                     |             | |
| 1800                                     | 1806          | Antoine Esparron (1751-1818)                        |             | |
| 1806                                     | 1808          | Pierre Collet                                       |             | |
| 1808                                     | 1815          | Jean Baptiste Pierre de Nesmes Desmarets(1775-1849) |             | Propriétaire foncier Maire de Saint-Laurent-d'Aigouze (1825)                                                                                       |
| 1815                                     | 1830          | Pierre-Stanislas Malbois                            |             | Démissionnaire |
| 1830                                     | 1840          | Jean Vigne-Malbois (1784-)                          |             | Marchand de sel, propriétaire Conseiller d'arrondissement (1833 → 1839)                                                                            |
| 1840                                     | 1859          | Adrien Collet                                       |             | Ancien premier adjoint Conseiller d'arrondissement (1839 → 1842 et 1845 → 1848)                                                                    |
| 1859                                     | 1865          | Homéride Schillizzi                                 |             | Médecin |
| 1865                                     | 1870          | Charles Hérail                                      |             | |
| 1870                                     | avril 1875    | Charles Vigne                                       |             | Agent principal de la Compagnie des Salins du Midi Gendre de Charles Hérail Démissionnaire                                                         |
| juin 1875                                | octobre 1878  | Théodore de Nesmes Desmarets (1813-1890)            |             | Receveur-payeur du canal d'Aigues-Mortes à Beaucaire Premier adjoint (1874 → 1875) Fils de Jean Baptiste Pierre de Nesmes Desmarets Démissionnaire |
| 1879                                     | 1879          | Étienne Mouret                                      |             | Négociant |
| 1879                                     | 1884          | Gonzague Aguillon                                   | Républicain | Notaire Conseiller général d'Aigues-Mortes (1880 → 1886) Conseiller d'arrondissement (1874 → 1880)                                                 |
| 1884                                     | 1886          | Paul Vissac                                         |             | Propriétaire |
| 1886                                     | 1889          | Louis Gros                                          |             | |
| 1889                                     | 1890          | Eugène Maubon                                       |             | Propriétaire |
| août 1890                                | mai 1892      | Albert de Nesmes Desmarets                          |             | Fils de Théodore de Nesmes Desmarets |
| mai 1892                                 | août 1893     | Marius Terras                                       | Nat.        | Révoqué |
| 1893                                     | 1898          | Eugène Sol                                          | Rad.        | Propriétaire Conseiller d'arrondissement (1892 → 1898)                                                                                             |
| 1898                                     | 1900          | Jacques Honorat                                     |             | |
| 1900                                     | 1903          | Léo Monnier                                         |             | |
| 1903                                     | 1909          | Eugène Sol                                          | Rad.        | Propriétaire Conseiller général d'Aigues-Mortes (1898 → 1919)                                                                                      |
| 1909                                     | 1910          | Louis Astier                                        |             | |
| 1910                                     | mai 1912      | Eugène Sol                                          | Rad.        | Propriétaire Conseiller général d'Aigues-Mortes (1898 → 1919)                                                                                      |
| mai 1912                                 | 1919          | Gaston Durand                                       |             | |
| 1919                                     | 1934          | Étienne Michel (1876-1964)                          | SFIO        | Viticulteur, propriétaire exploitant |
| 1934                                     | 1940          | Charles Chauvin                                     |             | Suspendu par le régime de Vichy |
| 1940                                     | 1944          | Jules Bonnefoi                                      |             | Président de la délégation spéciale |
| Les données manquantes sont à compléter. |               |                                                     |             | |

### Depuis 1944
Depuis la Libération, huit maires se sont succédé à la tête de la commune.
| Période      | Période      | Identité           | Étiquette    | Qualité |
| ------------ | ------------ | ------------------ | ------------ | --- |
| 1944         | mai 1953     | Éric Hubidos       |              | |
| mai 1953     | mars 1959    | Alexandre Molinier | PCF          | |
| mars 1959    | mars 1965    | André Fabre        | PCF          | Conseiller général d'Aigues-Mortes (1961 → 1967) |
| mars 1965    | mars 1977    | Maurice Fontaine   | RI           | Viticulteur Sénateur du Gard (1976 → 1980) Suppléant de la sénatrice Suzanne Crémieux (1971 → 1976) |
| mars 1977    | mars 1989    | Sodol Colombini    | PCF          | Employé aux Salins du Midi Conseiller général d'Aigues-Mortes (1973 → 1985) Président du SIVOM de la région d'Aigues-Mortes (1977 → 1989)                                                                    |
| mars 1989    | mars 2008    | René Jeannot       | UDF puis DVD | Professeur d'histoire-géographie en collège, maire honoraire Adjoint au maire (1965 → 1977) Président du SIVOM de la région d'Aigues-Mortes (1989 → 2001) Président de la CC Terre de Camargue (2001 → 2008) |
| mars 2008    | 4 avril 2014 | Cédric Bonato      | PS           | Archéologue |
| 4 avril 2014 | En cours     | Pierre Mauméjean,  | UDI-LC       | Cadre retraité Vice-président de la CC Terre de Camargue (2014 → ) |